# Odontobatrachus natator
Espèce
Synonymes
- Petropedetes natator Boulenger, 1905

Statut de conservation UICN

 LC  : Préoccupation mineure
Odontobatrachus natator est une espèce d'amphibiens de la famille des Odontobatrachidae.

## Répartition
Cette espèce se rencontre en Sierra Leone, au Liberia et dans le sud de la Guinée.

## Description
Les mâles mesurent de 42,6 à 52,5 mm et les femelles de 44,6 à 61,1 mm.

## Publication originale
- Boulenger, 1905 : Descriptions of new West-African frogs of the genera Petropedetes and Bulua. Annals and Magazine of Natural History, sér. 7, vol. 15, p. 281-283 (texte intégral).